# Décène
Un décène est un hydrocarbure aliphatique monoinsaturé à dix atomes de carbone et de formule chimique C10H20. Le 1-décène CH2=CH(CH2)7CH3 en est le seul isomère qui a une importance économique significative, utilisé industriellement comme comonomère de copolymères et comme intermédiaire dans la production d'époxydes, d'amines, d'alcools oxo (en), d'huiles de synthèse, d'acides gras synthétiques et de composés aromatiques alkylés. Il s'agit d'un liquide incolore à l'odeur caractéristique dont les vapeurs sont susceptibles de former des mélanges explosifs avec l'air et toxique par inhalation. Pratiquement insoluble dans l'eau mais soluble dans l'éthanol, il peut également polymériser.
Le 1-décène est présent dans la fumée de cigarette.